# 佐原三菱館
佐原三菱館（さわらみつびしかん）は、千葉県香取市佐原イにある煉瓦造の歴史的建造物。千葉県の有形文化財に指定されている。
1914年（大正3年）に川崎銀行佐原支店として建てられ、1943年（昭和18年）から三菱銀行佐原支店旧本館の建物として使用された。1989年（平成元年）に当時の佐原市に寄贈され、その後は観光案内所などで使用されている。2022年（令和4年）に保存修理を終え、建てられた当時の姿に近い形に復原された。
佐原の町並みの中では、その立地と特徴的外観からシンボル的な存在の建物である。

## 立地と構造

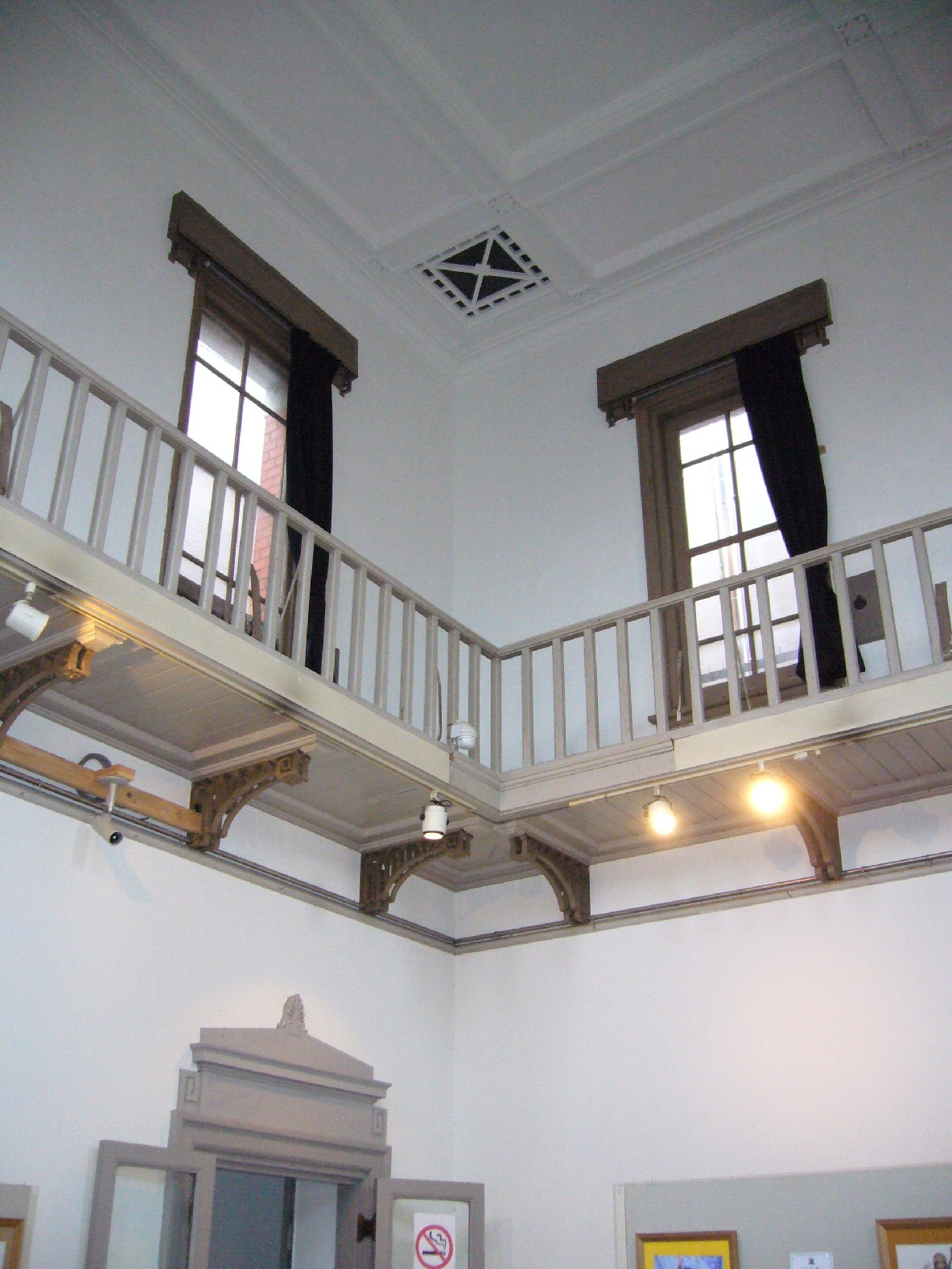
内部の回廊と窓

佐原の重要伝統的建造物群保存地区を東西に貫く香取街道（千葉県道55号）沿いにあり、忠敬橋から東に約100メートル進んだ地点の、道路南側に立地している。
建物は建築以降改修を繰り返している。ここでは、保存修理工事を終えた2022年3月時点での内容を記載する。
建築面積は76.75平方メートルで、東西9.090メートル、南北8.181メートルの矩形状である。赤レンガ造りの2階建てで、窓枠や軒の部分は白い花崗岩が使われている。また、北面と東西面の一部は、地上から1階窓下までが石張りとなっている。高さは軒高8.545メートル、棟高11.295メートル。屋根はスレート葺きで、正面右にドームを配している。銀行の正面入口（エントランス）は正面右側にあり、エントランスの両脇に角柱がある。エントランスの上部には「川崎銀行佐原支店」の表示がある。ただしこの正面入口は東日本大震災以降閉鎖されており、保存修理工事後も安全のためにここから入ることはできない。建物へは後述の佐原町並み交流館から入館する。
内部は公衆室と営業室に分かれており、間に営業カウンターがある。正面入口から中を見た場合、手前側（道路側）が公衆室、奥側が営業室である。営業室の床は公衆室より1段（152ミリメートル）高くなっている。営業カウンターは木製で、上部に防犯柵、西端に自由開き格子戸が設けられている。
2階建てではあるが、吹き抜けになっており2階は回廊のみである。営業室の南西（正面入口から見て右奥）に回廊へと続く螺旋階段がある。1階と2階に窓があり、この窓には大野式防火捲上戸という防火用のシャッターが付いている。中から手動で操作することにより、シャッターが下りるようになっている。
営業室の南面中央に暖炉がある。暖炉の釜は鋳鉄製、マントルピースは白い大理石、上部は漆喰による装飾が施されている。営業室の南東（正面入口から見て左奥）に出入り口があり、隣接する佐原町並み交流館（旧東京三菱銀行佐原支店）と接続している。

## 歴史

### 川崎銀行佐原支店建設

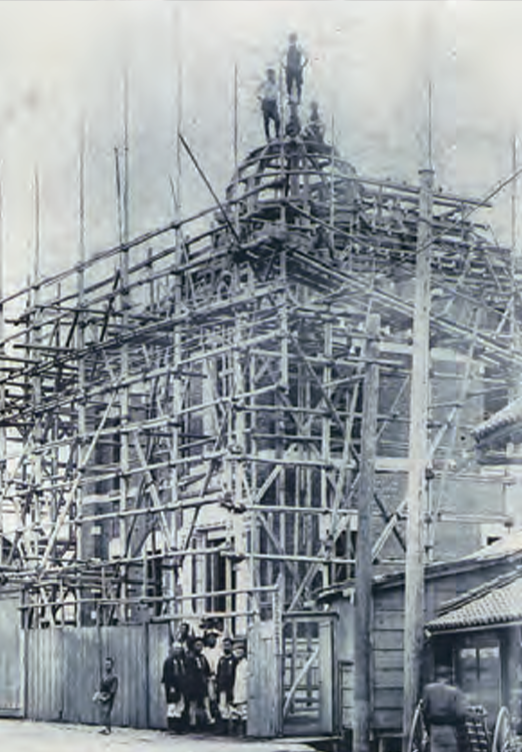
建設中の写真

東京川崎財閥の創設者川崎八右衛門は、1874年（明治7年）、東京の日本橋に川崎組を設立し、為替業に参入した。1880年（明治13年）には、川崎組を改め川崎銀行を設立した。そして同年3月25日に、川崎銀行佐原出張所が開設された。佐原では初めての銀行である。佐原は県庁所在地ではないこともあり、支店ではなく出張所という扱いだった。とはいえ当時、川崎銀行の支店は千葉支店と水戸支店のみで、出張所は佐原のみである。このような早い時期に佐原に銀行が作られた背景には、当時の佐原が経済的に豊かであったということが挙げられる。川崎家はもともと水戸で利根川や霞ヶ浦の水運を利用した廻漕問屋を営んでおり、川崎八右衛門は佐原が利根川沿いで栄えていたことを知っていた。そのため、佐原に商機を見出したと考えられている。
1898年（明治31年）、佐原出張所は佐原支店となった。1901年（明治33年）の預金残高は上半期末が44万7000円、下半期末が33万4000円で、千葉県内では最大規模であった。
この当時の川崎銀行は1893年（明治26年）から2代目川崎八右衛門が頭取になっていた。この2代目は建築道楽と呼ばれるほどの建築好きで、工事現場に毎日のように姿を見せて注文をつけることがあるというほどの人物であった。銀行建築については、天災が起きたときにも安全なように堅牢であるべきだという思いを持っていた。2代目の時代に建てられた銀行は現存し他の用途で活用されている建物が多く、後に佐原三菱館となる川崎銀行佐原支店もその1つである。
その佐原支店は、1914年（大正3年）6月に起工され、同年11月に竣工された。設計・施工は清水満之助商店（現在の清水建設）である。清水家は川崎家と姻戚関係にあって、川崎銀行日本橋本店の建築にもたずさわっている。清水満之助商店にとっては、千葉県で手掛けた最初の建築物であった。このとき、本館の南東に金庫が入った2階建ての付属棟も建てられたが、これは現存していない。
1914年12月7日、川崎銀行佐原支店は新築された店舗で営業を始めた。

### 三菱銀行佐原支店として

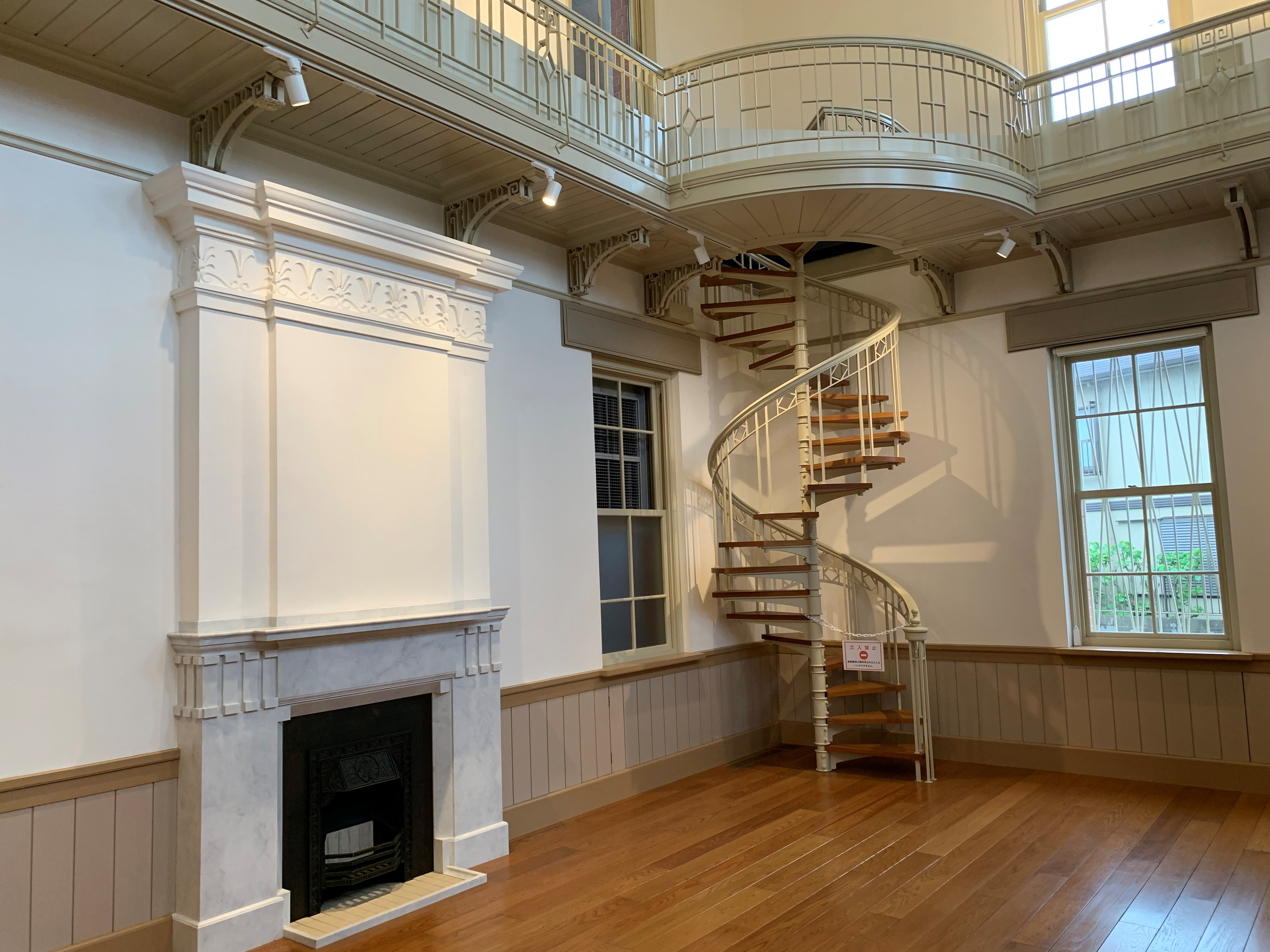
螺旋階段と暖炉（復原されたもの）。2023年5月7日撮影。

昭和に入ると川崎銀行は合併により行名が変わり、1927年（昭和2年）に川崎第百銀行、1936年（昭和11年）に第百銀行となった。そして1943年（昭和18年）、三菱銀行と合併して三菱銀行となり、ここで川崎財閥は終焉を迎えた。佐原支店も行名に応じて名称が変わり、1943年に三菱銀行佐原支店となった。三菱銀行は1948年（昭和23年）に千代田銀行に改称されたが、1953年（昭和28年）に三菱銀行に戻った。
三菱銀行佐原支店の時代に、建物は数度の改修が施された。まず、1944年（昭和19年）、建物の東側と南側に事務関係諸室が増築された。昭和30年代には、建物の西側に貸金庫、支店長室、相談室等が増築され、これらの増築部と本館をつなぐために西面に開口が作られた。そして、木製営業カウンターがテラゾー製に変更された。また、時期は不明であるが、屋根のスレート葺きが銅板葺きになり、暖炉が撤去された。また、これも時期は不明であるが、螺旋階段も撤去され、2階回廊手摺も交換された。元三菱銀行員の話では、螺旋階段があった時代は、上司が2階に上がって客への対応などを見ていたという。
1974年（昭和49年）、文化庁の助成のもと、佐原市が主体となって初めての町並み調査が実施された。翌年に出された報告書では、三菱銀行佐原支店をはじめとする大正以降の洋風建築が古い町屋や土蔵と混じりあって、それらが景観的に調和している点が佐原の町並みの特色の1つだと述べている。そして三菱銀行佐原支店に関しては、「町並の重要な景観要素となっている」と評している。

### 保存運動と市への譲渡
1970年（昭和45年）から1971年（昭和46年）ごろから、建物は老朽化のため改築の計画が出されるようになり、計画の中には取り壊して新しい店舗を建てる話もあった。これに対し、町のシンボルである赤レンガの建物を残したいという意見が地元住民から起こるようになった。そして、1984年（昭和59年）から佐原の青年会議所の有志を中心に銀行に対するはたらきかけが始まった。保存運動の動きが高まってくると、佐原市が銀行と協議に乗り出すようになった。
1985年（昭和60年）3月、店舗は保存されることが決まった。しかし古い建物のため、そのまま使うには事務効率が悪く、耐震性の点でも問題があった。そのため1988年（昭和63年）2月15日から三菱銀行は近くの仮店舗で営業を続けた。市と銀行は協議を続け、1988年、銀行は建物を市に譲渡することを決めた。三菱銀行の話によれば、銀行の店舗を自治体に寄贈するのは初めてだという。銀行は隣に新しい店舗を建て、1988年11月14日から新店舗で営業を始めた。なお、この新店舗を建てるため、旧店舗の建築と同年に建てられた付属棟、および、1944年と昭和30年代に増築された建物は撤去された。
1989年（平成元年）2月28日、旧店舗は正式に市に譲渡された。しかし三菱銀行佐原支店としての歴史が長かったため、いつからかこの建物は三菱館と呼ばれるようになった。

### 観光案内所として

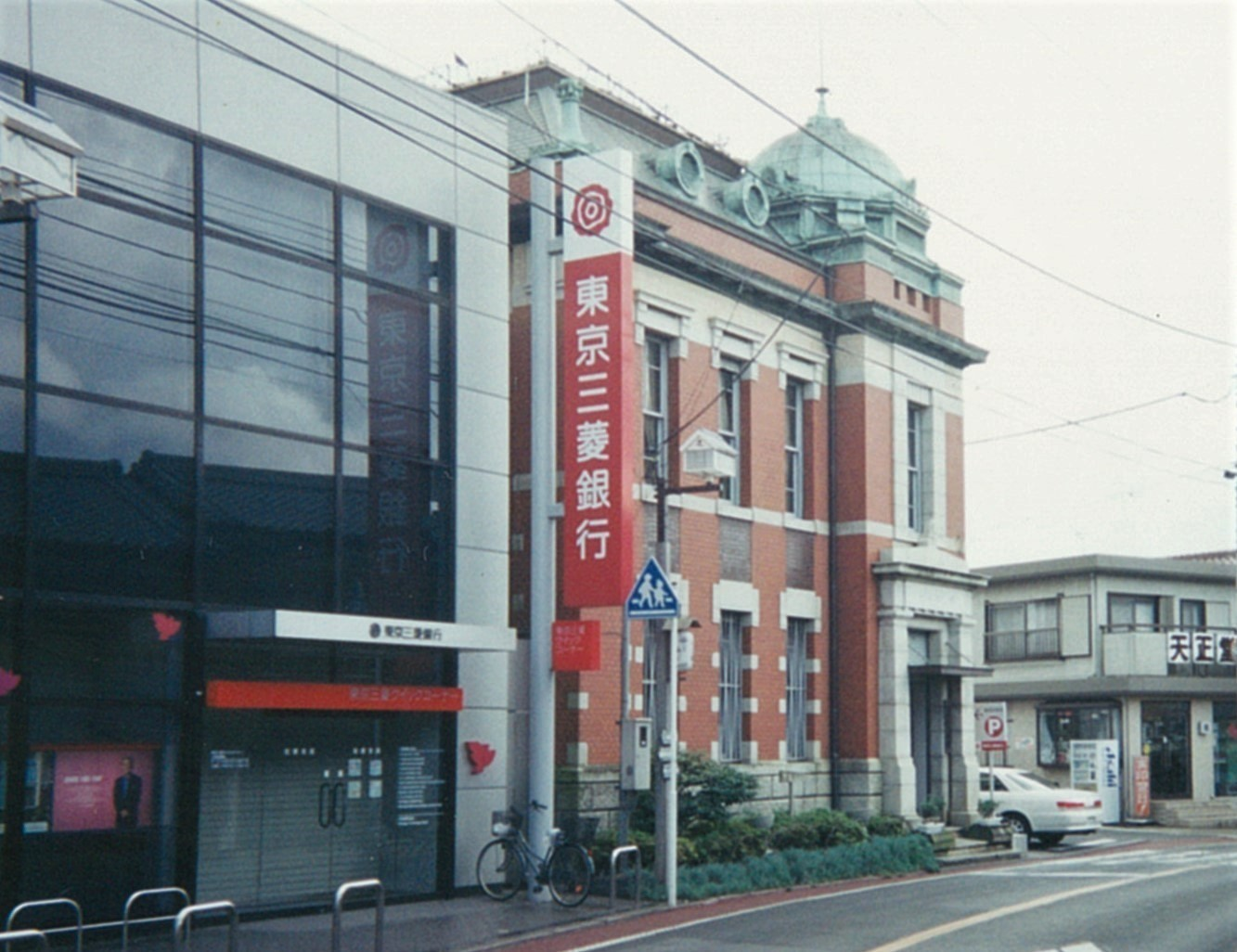
観光案内所として使用された佐原三菱館と、隣接する東京三菱銀行佐原支店。1999年前後撮影。

佐原市は三菱館の管理・保存をしながら、新たな活用方法を検討した。補修工事や内部改修ののち、1989年10月には、初の試みとして、絵画などを展示した美術館として活用された。開催後、佐原市は250万円をかけて壁面展示のためのフックの取り付けや備品の設置などの内部改修を施し、ギャラリーやコンサート会場として市民に開放した。その後は1991年6月にあやめ祭りの特別観光案内所として使用されるなどしたが、何も使われない時期もあった。
1991年（平成3年）2月15日、「三菱銀行佐原支店旧本館」という名称で千葉県指定有形文化財に指定された。千葉県教育委員会が発行した『千葉県の指定文化財』には、保存上の留意事項として、「佐原町並の中で重要な位置にある建物であり、今後の利用に当たっては、外観のデザインを保存しつつ、地元の人はもちろん、佐原を訪れた人達も利用できるよう、この建築の特性を生かした活用法を検討する必要がある」と記載された。
1991年1月、佐原の町並み保存や活用法を検討する目的で、市民が中心となって「佐原の町並みを考える会」が発足した（1991年7月15日に名称を「小野川と佐原の町並みを考える会」に変更。以降、本記事では「考える会」と表記する）。考える会は、三菱館で観光案内をすることを市に申し出て許可を得た。そして、考える会の設立直後から、三菱館での観光案内が始まった。これは、会員が当番制で館内に配され、訪れた観光客にお茶を出し、観光の案内をするというものである。観光案内を始めた当初、建物は痛みがあったため、佐原市により床の張替え、壁の内装工事が施された。また当時、2階回廊には蛍光灯が取り付けられていたが、これを取り外し本来の形とした。壁には絵や写真、ポスターを展示し、室内にテーブルを備えて資料等を展示した。館内にクーラーは無く、窓はほとんどが壊れて開かない状態であったため、夏は正面入口と2か所の窓からの風、および扇風機、冬は持ち込んだストーブで対応した。来客数は、記載簿の記載数でみると、1991年は8～12月で369名、1992年は2,563名だったが、2000年は19,096名に増加した。
1996年（平成8年）12月、三菱館を含む佐原の町並みが重要伝統的建造物群保存地区（重伝建）に選定された。1998年（平成10年）から、三菱館の管理は考える会に委託された。
2003年（平成15年）、三菱館に隣接して建てられていた東京三菱銀行佐原支店（1996年に合併により三菱銀行から改称）が閉館し、この建物は2005年（平成17年）から「佐原町並み交流館」として使用されるようになった。それにともない三菱館と佐原町並み交流館は連絡通路で結ばれた。また、三菱館は屋根の改修、床の張替え、塗装替え、空調機設置等が施された。佐原町並み交流館の開館後は、観光案内施設としての役割は佐原町並み交流館が担うようになり、三菱館はエントランスとして活用された。三菱館と佐原町並み交流館は2009年（平成21年）から一体施設として運用されるようになり、考える会が管理した。また2006年（平成18年）、佐原市は合併により香取市となった。

### 震災と保存修理工事計画
2011年（平成23年）3月11日に発生した東北地方太平洋沖地震で香取市は震度5強の揺れを観測した。この震災により、佐原の重要伝統的建造物群保存地区では多くの建物に被害が出た。三菱館も、屋根や外壁のタイル破損、内壁・煙突部の亀裂といった被害が発生した。そのため地震以降内部の公開は停止された。
佐原の千葉県指定文化財の建物すべてに被害が出るなか、三菱館の修理は、個人所有の建造物の修理を優先させたことと、資材の収集などに時間を要したことなどの理由で、工事の開始までに期間を要した。2012年3月、応急処置として外壁タイルなどを補修するとともに、打診調査が実施された。さらに、2014年度および2015年度に耐震診断が実施された。なお、この間の2014年10月には、建設100周年を記念して佐原町並み交流館で企画展が開かれた。
耐震診断の結果、Is値が基準の0.6を下回っており、耐震補強が必要だということが明らかになった。そのため、耐震補強と改修工事の両方を実施することとした。そして香取市は学識者、保存会、市民から成る「三菱銀行佐原支店旧本館保存修理検討委員会」を設置して、会合を開いて補強の方法や修理の方針を話し合った。その結果、県指定文化財であることを踏まえ、補強は外観・内観の意匠を極力保存する方法が選択された。具体的には、煉瓦壁の上端から下端まで穴をあけ、プレストレスト・コンクリート鋼棒を通すことで煉瓦に圧縮力を加えるという工法（PC補強工法）である。さらに、創建時の姿に復原することを方針とした。これにより、耐震補強とともに、文化財としての価値を高めることができる。しかし文化財指定を受けた煉瓦造りの建造物でのPC補強工法は先例が少なく、しかも隣接する佐原町並み交流館が営業している中で工事しなければならない。そのため工事には高度な施工技術及び仮設計画が求められる。したがって、確実な工事施工のためには、設計段階から施工者がかかわって技術協力するのがよいとの判断に至り、ECI方式が採用された。
設計は坂倉建築研究所に委託され、2015年度から2016年度にかけて基本設計がなされた。2017年（平成29年）4月、公募型プロポーザルが公告され、清水建設千葉支店が参加した。清水建設は審査において、PC補強工法で建物の損傷をより抑えられる新工法や、なるべく創建時の材料や工法を使うことなどを提案し、施工予定者として選定された。
2019年（令和元年）3月26日、地域における歴史的風致の維持及び向上に関する法律（通称：歴史まちづくり法）に基づいた香取市歴史的風致維持向上計画が国に認定された。この計画では佐原三菱館について、「県指定文化財・三菱銀行佐原支店旧本館の耐震性向上と復元整備を行う。重要文化財指定を目指すとともに、舟運で栄えた歴史を伝える建造物として活用していく」と記された。
清水建設は設計段階での技術支援の後、2019年6月に議会で議決されたことにより、工事の請負契約を受注した。当初の工事費用は605,000,000円であったが、2021年（令和3年）に25,326,400円が増額され工事費は630,326,400円となった。この費用は市の支出の他、国の社会資本整備総合交付金、および県の文化財保存整備事業補助金が使われた。

### 保存修理工事
工期は2019年6月22日から2022年（令和4年）3月25日までと定められた。工事は解体調査により創建時の技術・意匠を明らかにし、それを現代の材料や工法を加えて再現することにより創建時の姿を復原することを目標とした。工事内容は以下に記す箇所以外にも多岐に渡り、その全体は『三菱銀行佐原支店旧本館保存修理工事報告書』にまとめられている。
耐震補強としてのPC補強は、従来の方式ではPC鋼棒を定着する際に建物基礎廻りを掘削する必要があった。本工事では、技術支援の際に開発され施工者により特許が取得された新たな定着方法（特許6936613）を採用することで、その掘削を不要とした。また、2階回廊上部と2階天井裏に、見えないように鉄骨の水平トラスを取り付けた。

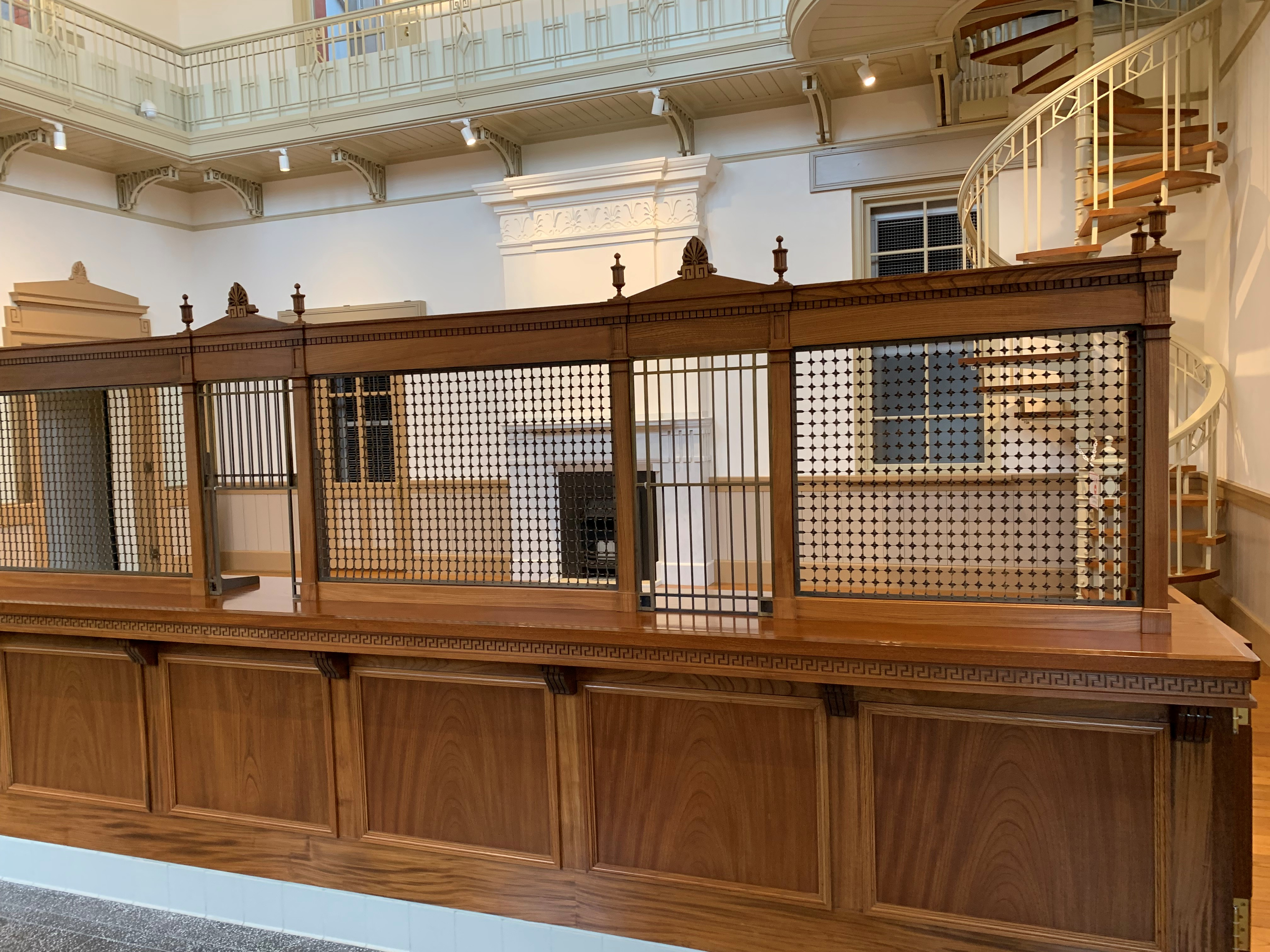
復原された営業カウンター

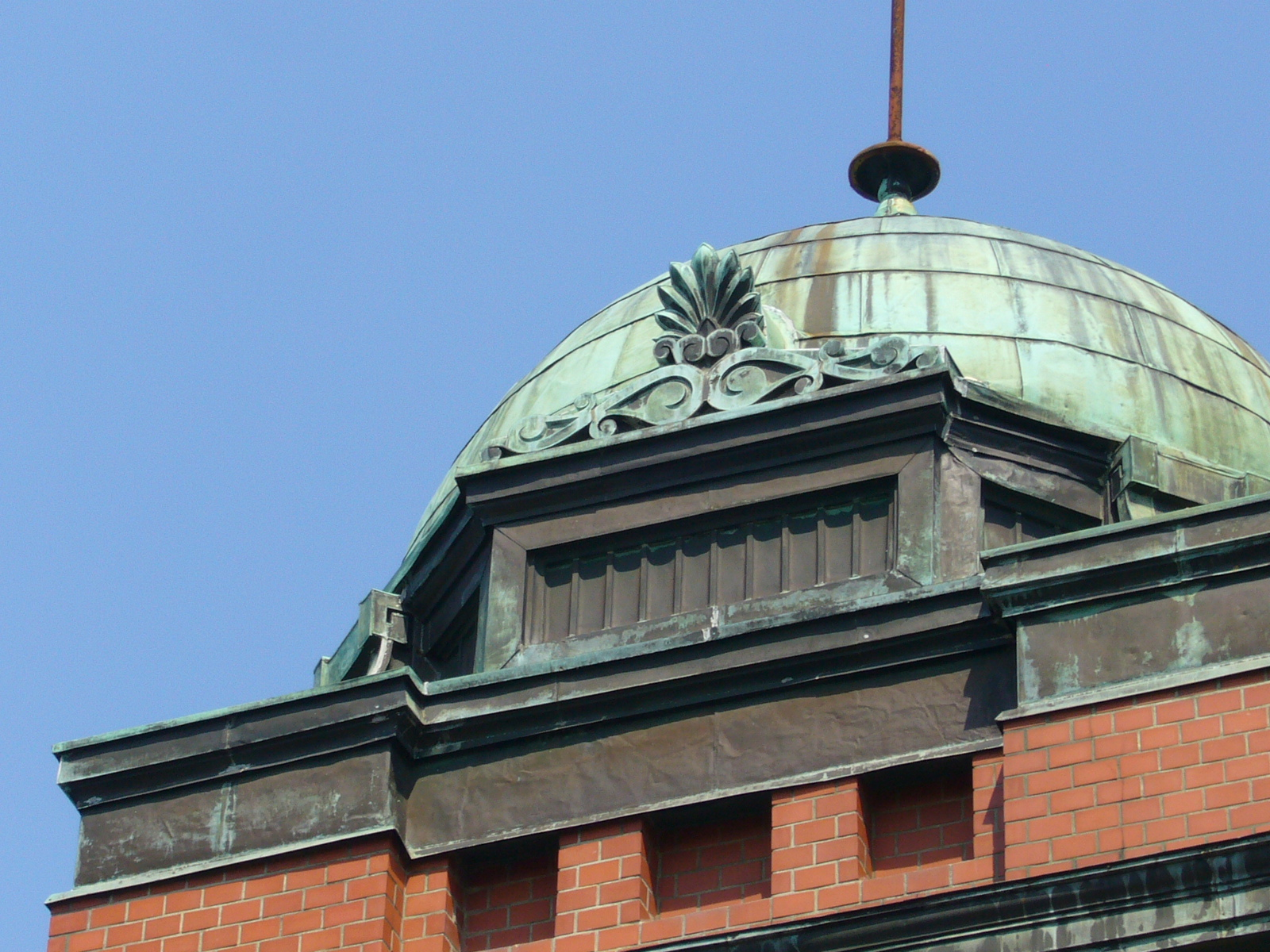
改修前のドーム

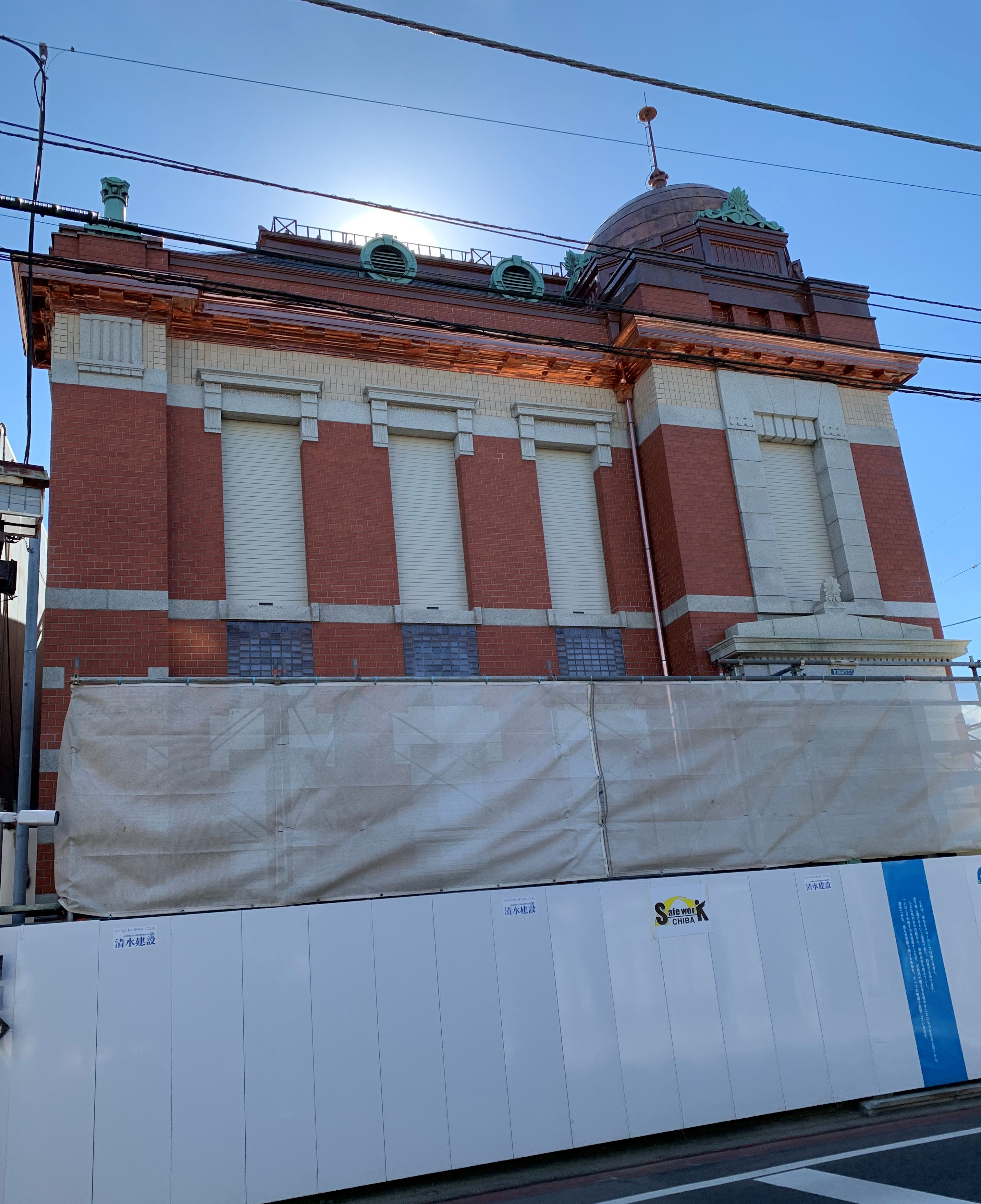
上部の覆いが取り外された状態。2021年2月9日撮影。

失われていた螺旋階段は、柱のあった位置の下に基礎となる石があることが発掘により確認された。また、階段上の回廊の部分には、造り替えられた部分の跡が残されており、これで位置と大きさを知ることができた。復原するにあたり、残されていた基礎の石は保存のため使用せず、その両側に新たに基礎を作り、その上にH鋼を渡して支柱を受ける形とした。階段は当初の設計図面や写真から再現して製作した。
同じく失われていた暖炉も、基礎と煉瓦壁、煙道が確認された。図面や写真、類例調査により当初の形を再現した。暖炉マントルピースは図面では石種・産地は不明であったが、類例調査と竣工時の写真から国産の白大理石と推定した。しかし国産大理石を新たに手に入れることは難しいので、設計段階では外国産の大理石で復原することとした。ところが工事段階でもう1度探してみたところ、山口県秋吉台付近で過去に採掘され、そのまま放置されている石が見つかり、この石が使えることが確かめられたので加工して使用した。暖炉の釜は現存していないので、設計図面に記載されていた「堀商店　No.15釜」という表記から、堀商店のカタログ、および、現存している堀商店の「No.12釜」を参考に復原した。
営業カウンターは、造り替えられたテラゾー製カウンターを解体して建設当初の木製カウンターに戻した。解体工事の際に見つかった新聞紙の日付から、テラゾー製カウンターは昭和30年代の増築棟建設の際のものであることが推定された。復原は当初の設計図と竣工時の写真を参考にした。
屋根はもともとスレート葺きだったものが木骨銅板葺きに改修されていたので、スレート片や釘跡、古い写真を頼りにしてスレート葺きに戻した。ただし国産スレートは入手できないため、カナダ産を用いている。ドームは骨組みが炭化しており、過去に外部からの火災があったことが分かった。火事の歴史を伝えるため、燃えた部材で使用可能なものは残し、脇に部材を入れて補強した。ドーム屋根の銅板は再使用することができなかったため、新たな銅板を葺き直した。
窓のシャッターは、竣工時のものであることが確認された。「特許大野式防火捲上戸」という表記と特許番号（第七九三五号）が書かれた銘板が貼り付けられている。オーバーホールすることにより使用可能な状態とした
この他、床はすべて改修されたものであったため、当初の形に復原した。玄関扉も当初のものではなく、取り付け位置も異なっていたため復原した。玄関上部には、竣工時は「川崎銀行佐原支店」の館名サインが取り付けられていて、その後は「川崎第百銀行佐原支店」「三菱銀行佐原支店」のサインが取り付けられていたことが写真から確認できた。写真と取付痕から大きさを推定して「川崎銀行佐原支店」の文字を取り付けた。
工事期間中は景観に配慮し、建物の写真がプリントされたメッシュシートで建物を覆って作業した。耐震補強と外観の復原工事が終了した2021年1月にシートの一部が外され、外観が公開された。
工事は2022年3月末に終了した。総事業費は、工事費に耐震診断費、設計費、技術支援費、工事管理費、報告書作成費を合わせて7億5567万7698円となった。

### 再公開
2022年4月9日、11年ぶりの一般公開が始まり、地元住民や観光客が保存修理後の館内を訪れた。
2023年（令和5年）3月10日、修理後の建物が第29回千葉県建築文化賞に入選した。

## 年表
- 1880年（明治13年） - 川崎銀行が佐原出張所を開業。
- 1898年（明治31年） - 川崎銀行佐原支店となる。
- 1914年（大正3年） - 現在の佐原三菱館の建物が建築される。
- 1943年（昭和18年） - 三菱銀行と合併し、三菱銀行佐原支店となる。
- 1989年（平成元年） - 新店舗の完成により旧本館は当時の佐原市に寄贈。
- 1991年（平成3年）2月15日 - 「三菱銀行佐原支店旧本館」として、千葉県の有形文化財（建造物）に指定される。
- 1996年（平成8年） - 佐原三菱館を含む小野川・香取街道沿いの町並みが「佐原市佐原伝統的建造物群保存地区」の名称で国の重要伝統的建造物群保存地区として選定される。（保存地区名は後に「香取市佐原伝統的建造物群保存地区」と改称。）
- 2011年（平成23年） - 東日本大震災により壁面にひびが入るなどの被害が出たため立ち入り禁止となる[1]。
- 2022年（令和4年）4月9日 - 保存修理・復原工事が完成し、一般公開を再開[97]。

## 特徴

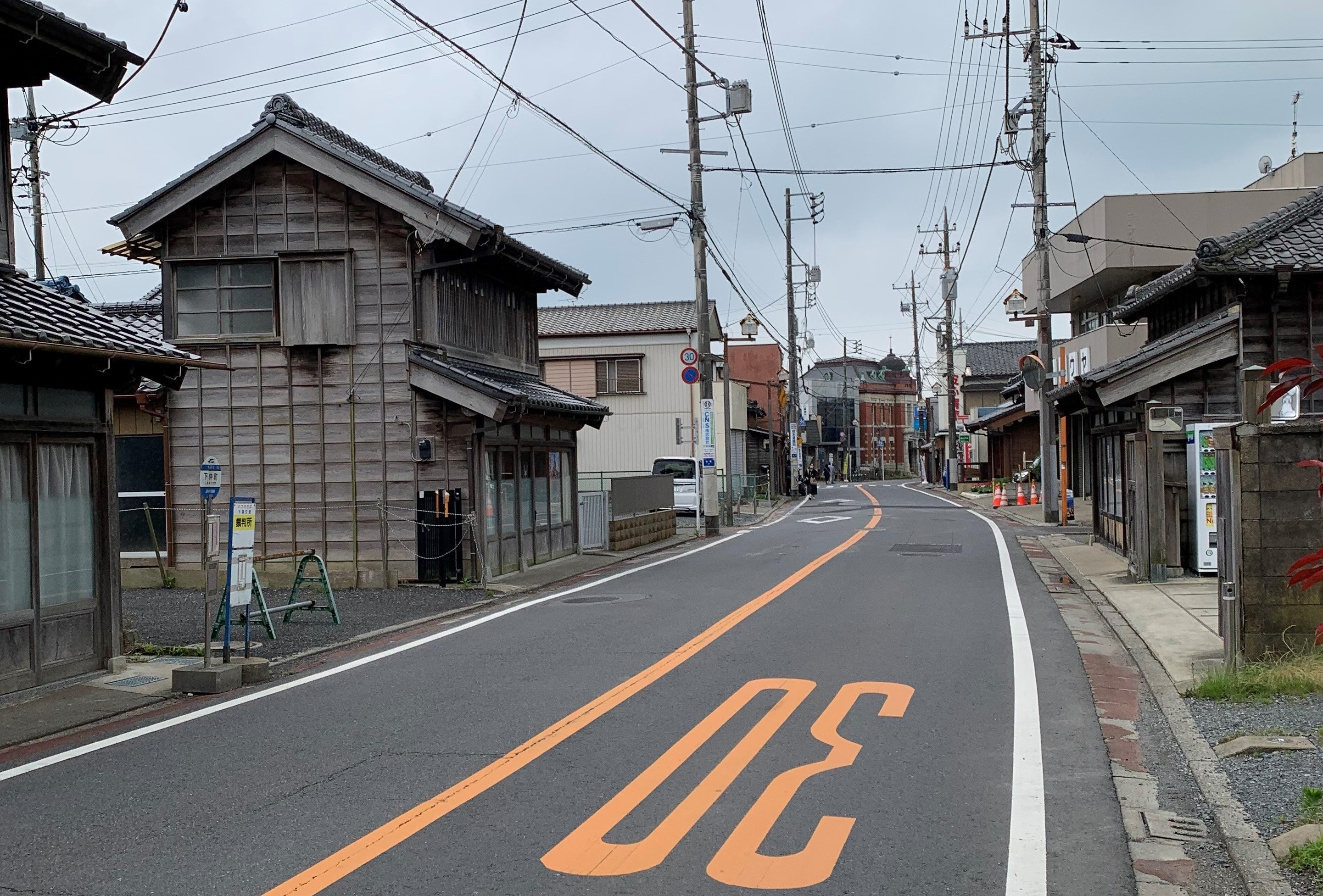
香取街道を東から西に進む際の景色。正面に三菱館が見える。

外観はルネサンス様式あるいはクイーン・アン様式の洋風建築といわれる。赤レンガ色の壁に白いボーダーの入った外観が特徴的である。当時の日本においてクイーン・アン様式の建築を多く設計していたのは辰野金吾であった。三菱館は辰野式の銀行建築や、その辰野が設計し三菱館と同年に竣工した東京駅との類似性が指摘されている。
川崎銀行をはじめとする川崎金融グループのほとんどの建築は矢部又吉の設計である。しかし矢部が川崎金融グループの建築設計を本格的に担当するのは川崎銀行佐原支店が建てられた後の話であるので、三菱館は矢部ではなく清水満之助店の設計である。設計を担当したのは技師の大友弘となっている。しかし、大友は設計当時26歳であったため、実際の設計は技師長の田辺淳吉で、大友は実施設計を担当したのではないかとする見解もある。同じく大友の設計とされている川崎銀行石岡支店（1914年（大正3年）竣工、現存していない）とは、レンガ造りで屋根をマンサード形とすること、向かって右側に突出した入口を持つこと、2階窓台を石積で連続させること、入口上にドームを有することなど類似点が多い。
ただし、川崎銀行の建物は本店をはじめとして古典主義系の外観が多く、佐原三菱館のような外観は例外に属する。川崎銀行佐原支店の建物としてクイーン・アン様式を採用したのは、佐原の町並みとの調和を意識したからだと推定されている。古典主義的なシンメトリーな外観を見るには、建物正面から距離をとる必要があるが、香取街道は幅員が狭いので、正面から距離をとって眺めることができない。そのため正面性が問題とならない外観を採用したと考えられている。また、都市部にある銀行の多くは屋根が平らであるのに対して佐原三菱館の屋根が寄棟造であるのも、寄棟造が多い当時の佐原の町並みに合わせた結果だと考えられている。
佐原三菱館は、香取街道が緩やかにカーブしている箇所の外周に位置している。したがって、香取街道を通る際、どちら側から見ても目立って見える。そのため、この建物は佐原のシンボルでありランドマークとしてとらえられている。

## 交通アクセス
- 東日本旅客鉄道成田線佐原駅から徒歩15分[108]。
- 東関東自動車道佐原香取インターチェンジから車で10分[108]。